# Junín Airport
Junín Airport (franska: Aéroport de Junín) är en flygplats i Argentina. Den ligger i den centrala delen av landet, 230 km väster om huvudstaden Buenos Aires. Junín Airport ligger 79 meter över havet.
Terrängen runt Junín Airport är mycket platt. Närmaste större samhälle är Junín, 4,4 km söder om Junín Airport.
Trakten runt Junín Airport består till största delen av jordbruksmark. Runt Junín Airport är det ganska glesbefolkat, med 42 invånare per kvadratkilometer.